# Мачерата-Фельтрія
Мачерата-Фельтрія (італ. Macerata Feltria) — муніципалітет в Італії, у регіоні Марке, провінція Пезаро і Урбіно.
Мачерата-Фельтрія розташована на відстані близько 220 км на північ від Рима, 90 км на захід від Анкони, 39 км на захід від Пезаро, 19 км на північний захід від Урбіно.
Населення — 2030 осіб (2014).

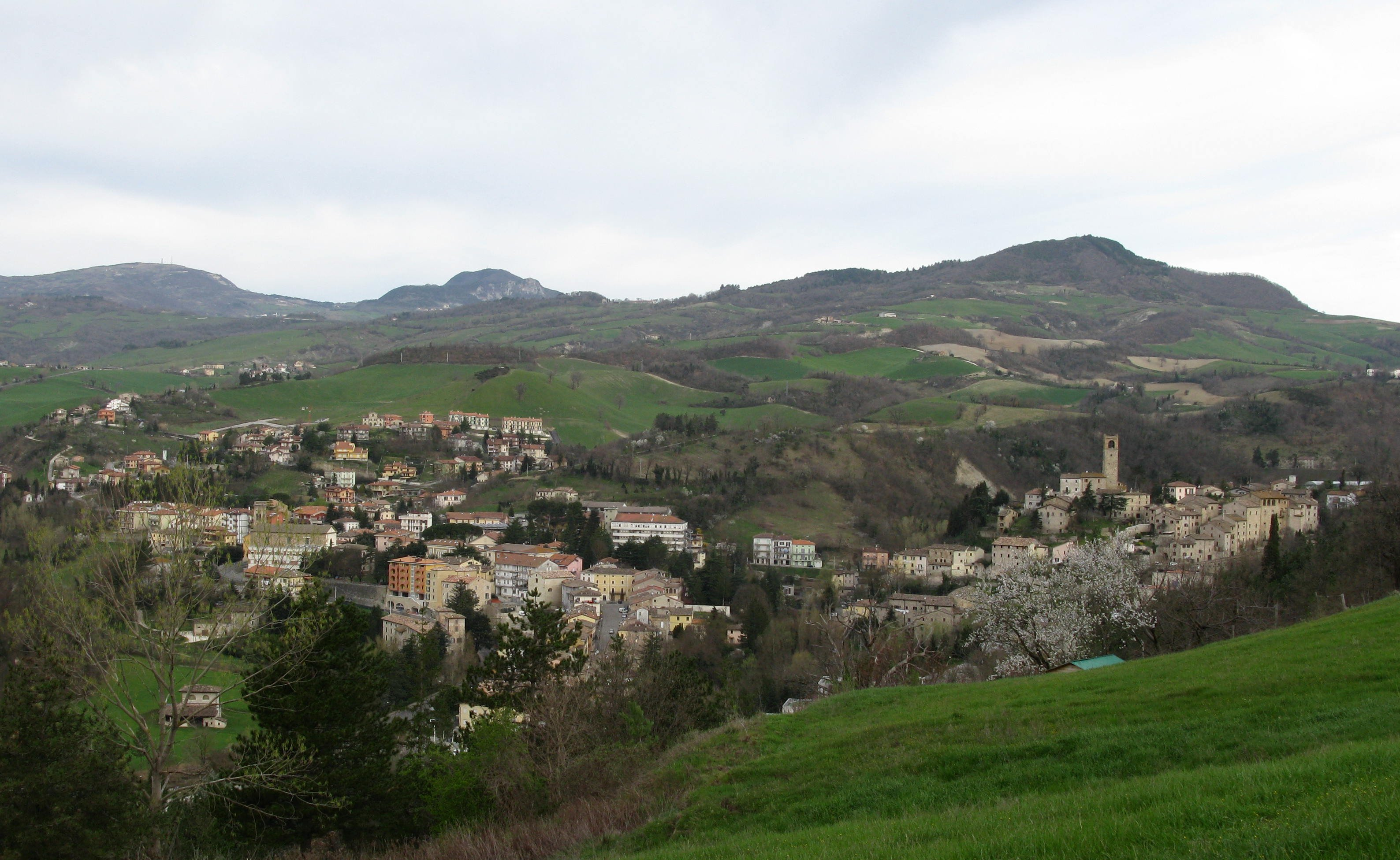
Macerata Feltria

Щорічний фестиваль відбувається 29 вересня. Покровитель — святий Архангел Михаїл.

## Демографія
Населення за роками:

Станом на 1 січня 2023 року в муніципалітеті офіційно проживало 209 іноземців з 24 країн, серед них 71 громадянин країн Євросоюзу та 10 громадян України.

## Сусідні муніципалітети
- Лунано
- Монте-Чериньоне
- Монтекопіоло
- Монте-Гримано
- П'яндімелето
- П'єтраруббія
- Сассокорваро